# Lloyd Burdick
Lloyd Sumner „Tiny“ Burdick (* 8. August 1908 in Assumption, Illinois; † 9. August 1945 in Michigan City, North Dakota) war ein US-amerikanischer American-Football-Spieler in der National Football League (NFL). Er spielte als Defensive Tackle und Offensive Tackle unter anderem bei den Chicago Bears.

## Spielerlaufbahn
Burdick besuchte in Chicago die Highschool und studierte von 1927 bis 1929 an der University of Illinois, wo er College Football spielte, aber auch als Ringer und Leichtathlet aktiv war. 1930 gewann er als Ringer in seiner Gewichtsklasse (unlimited) und mit seinem Collegeteam jeweils die NCAA-Vizemeisterschaft. Burdick wurde durch sein College aufgrund seiner sportlichen Leistungen insgesamt dreimal ausgezeichnet. Im Jahr 1931 schloss er sich als Tackle den Chicago Bears an. Die Bears waren eines der Spitzenteams in der NFL, zahlreiche All-Star-Spieler wie Red Grange oder Bill Hewitt spielten für die Mannschaft aus Chicago. 1932 gewann Burdick  mit den Bears die NFL-Meisterschaft. Ein Endspiel gab es damals noch nicht. Die Meisterschaft wurde vom Tabellenführer gewonnen. Nach dieser Saison wechselte er zu den Cincinnati Reds und beendete danach seine Spielerlaufbahn.

## Nach der Spielerlaufbahn
1934 trainierte er die College-Football-Mannschaft des Knox Colleges. Burdick war danach in Baufirmen tätig. Er war verheiratet und hatte zwei Kinder. Burdick starb bei einem Eisenbahnunfall.
Lloyd Burdick fand auf dem Old Stonington Cemetery in Stonington, Christian County, Illinois, USA, seine letzte Ruhestätte. 